# میدویو (آریزونا)
میدویو (به انگلیسی: Meadview) یک منطقهٔ مسکونی در ایالات متحده آمریکا است که در شهرستان موهاوی، آریزونا واقع شده‌است. میدویو ۸۰٫۳۹ کیلومتر مربع مساحت و ۴۳٬۴۸۲ نفر جمعیت دارد و ۹۱۰ متر بالاتر از سطح دریا واقع شده‌است.